# Jim Sturgess
James Anthony Sturgess, detto Jim (Londra, 16 maggio 1978), è un attore britannico.

## Biografia
Nato a Londra, è stato membro della National Youth Music Theatre e ha studiato all'Università di Salford di Manchester. Il suo debutto avviene nel 1994 nel film di Mike Figgis I ricordi di Abbey, negli anni successivi continua a recitare quasi per caso, alternando esperienze professionali in svariate serie TV e film TV britannici, a performance universitarie. Musicista a tempo perso è stato membro di una band chiamata Dilated Spies. Nel 2005 recita al fianco di Elliot Page nel film indipendente Mouth to Mouth, ma acquista visibilità grazie al ruolo di Jude nel film di Julie Taymor Across the Universe, dove si fa notare anche per le sue doti canore, eseguendo brani dei Beatles, come Revolution, All My Loving e molti altri.
Grazie al ruolo di Jude, Hollywood inizia ad accorgersi di lui, recita nel ruolo di un brillante studente di matematica nel film di Robert Luketic 21 e recita al fianco di Natalie Portman, Scarlett Johansson ed Eric Bana in L'altra donna del re, dove ricopre il ruolo del fratello delle protagoniste, George Boleyn. Nel 2009 appare in Crossing Over, film che annovera nel cast Ray Liotta e Harrison Ford. Nel 2011 recita insieme ad Anne Hathaway nel film One Day, tratto dal best seller Un giorno di David Nicholls, mentre nel 2012 è Robert, giovane restauratore di marchingegni meccanici ne La migliore offerta di Giuseppe Tornatore. Sempre nel 2012 è nel cast di Cloud Atlas delle sorelle Lana e Andy Wachowski. Nel 2013 recita con Kirsten Dunst in Upside Down.

## Vita privata
È stato fidanzato dal 2003 al 2012 con la musicista Mickey O'Brien.

## Filmografia

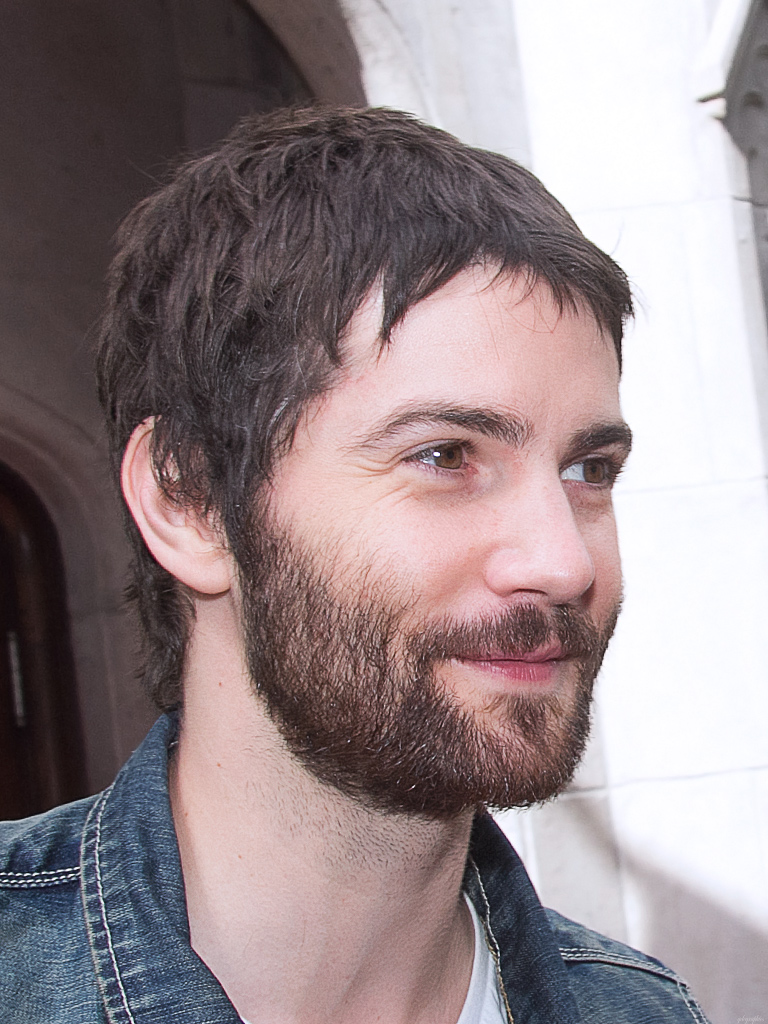
Jim Sturgess nel 2012

### Cinema
- I ricordi di Abbey (The Browning Version), regia di Mike Figgis (1994)
- Mouth to Mouth, regia di Alison Murray (2005)
- Across the Universe, regia di Julie Taymor (2007)
- L'altra donna del re (The Other Boleyn Girl), regia di Justin Chadwick (2008)
- 21, regia di Robert Luketic (2008)
- Fifty Dead Men Walking, regia di Kari Skogland (2008)
- Crossing Over, regia di Wayne Kramer (2009)
- Heartless, regia di Philip Ridley (2009)
- The Way Back, regia di Peter Weir (2010)
- Il regno di Ga'Hoole - La leggenda dei guardiani (Legend of the Guardians: The Owls of Ga'Hoole), regia di Zack Snyder (2010) - voce
- One Day, regia di Lone Scherfig (2011)
- Upside Down, regia di Juan Diego Solanas (2012)
- Cloud Atlas, regia di Lana e Lilly Wachowski e Tom Tykwer (2012)
- Ashes, regia di Mat Whitecross (2012)
- La migliore offerta, regia di Giuseppe Tornatore (2013)
- Stonehearst Asylum, regia di Brad Anderson (2014)
- Electric Slide, regia di Tristan Patterson (2014)
- Il caso Freddy Heineken (Kidnapping Mr. Heineken), regia di Daniel Alfredson (2015)
- Geostorm, regia di Dean Devlin (2017)
- London Fields, regia di Mathew Cullen (2018)
- J.T. LeRoy, regia di Justin Kelly (2018)
- Berlin, I Love You, regia di registi vari (2019)
- The Other Me, regia di Giga Agladze (2022)
- Alone Together, regia di Katie Holmes (2022)
- Appartamento 7A (Apartament 7A), regia di Natalie Erika James (2024)

### Televisione
- Other People's Children – serie TV, episodio 1x02 (2000)
- The Scarlet Pimpernel – serie TV, episodio 2x01 (2000)
- The Residents – serie TV (2001)
- Heartbeat – serie TV, episodio 10x16 (2001)
- Hawk, regia di Robin Shepperd – film TV (2001)
- The Quest, regia di David Jason – film TV (2002)
- Judge John Deed – serie TV, episodio 2x02 (2002)
- A Touch of Frost – serie TV, episodio 10x02 (2003)
- Rehab, regia di Antonia Bird – film TV (2003)
- Thursday the 12th, regia di Charles Beeson – film TV (2003)
- The Second Quest, regia di David Jason – film TV (2004)
- The Final Quest, regia di David Jason – film TV (2004)
- The Last Detective – serie TV, episodio 3x01 (2005)
- Feed the Beast – serie TV, 10 episodi (2016)
- Close to the Enemy – miniserie TV, 7 episodi (2016)
- Hard Sun – serie TV, 6 episodi (2018)
- Home Before Dark – serie TV (2020)

## Doppiatori italiani
Nelle versioni in italiano delle opere in cui ha recitato, Sturgess è stato doppiato da: 
- Stefano Crescentini in Across the Universe, L'altra donna del Re, Crossing Over, Heartless, The Way Back, Upside Down, Electric Side, Il caso Freddy Heineken, Geostorm, Hard Sun, London Fields
- Marco Vivio in 21, La migliore offerta
- Francesco Bulckaen in Cloud Atlas
- Francesco De Francesco in Eliza Graves
- Davide Albano in One Day, Jeremiah Terminator LeRoy
- Gianluca Cortesi in Ashes
- Federico Zanandrea in Feed the Beast
- Daniele Giuliani in Home Before Dark

Da doppiatore è sostituito da:
- Marco Vivio in Il regno di Ga'Hoole - La leggenda dei guardiani